# Poço Branco
Poço Branco là một đô thị thuộc bang Rio Grande do Norte, Brasil. Đô thị này có diện tích 230,37 km², dân số năm 2007 là 13596 người, mật độ 59 người/km².